# 陸前高田市
陸前高田市（日语：／ Rikuzentakata shi */?）是位於日本岩手縣東南部的城市。轄區地處北上山地的南端，氣仙川流經市中心旁並往南注入廣田灣，當地人口則集中在氣仙川出海口左岸的高田町地區。陸前高田市在江戶時代為氣仙郡的政治與經濟中心。當地擁有相當豐富的自然景觀，沿海地區位於三陸復興國立公園的範圍內，鄰近廣田灣的高田松原被指定為日本名勝，廣田半島南端的椿島則被指定為天然紀念物。

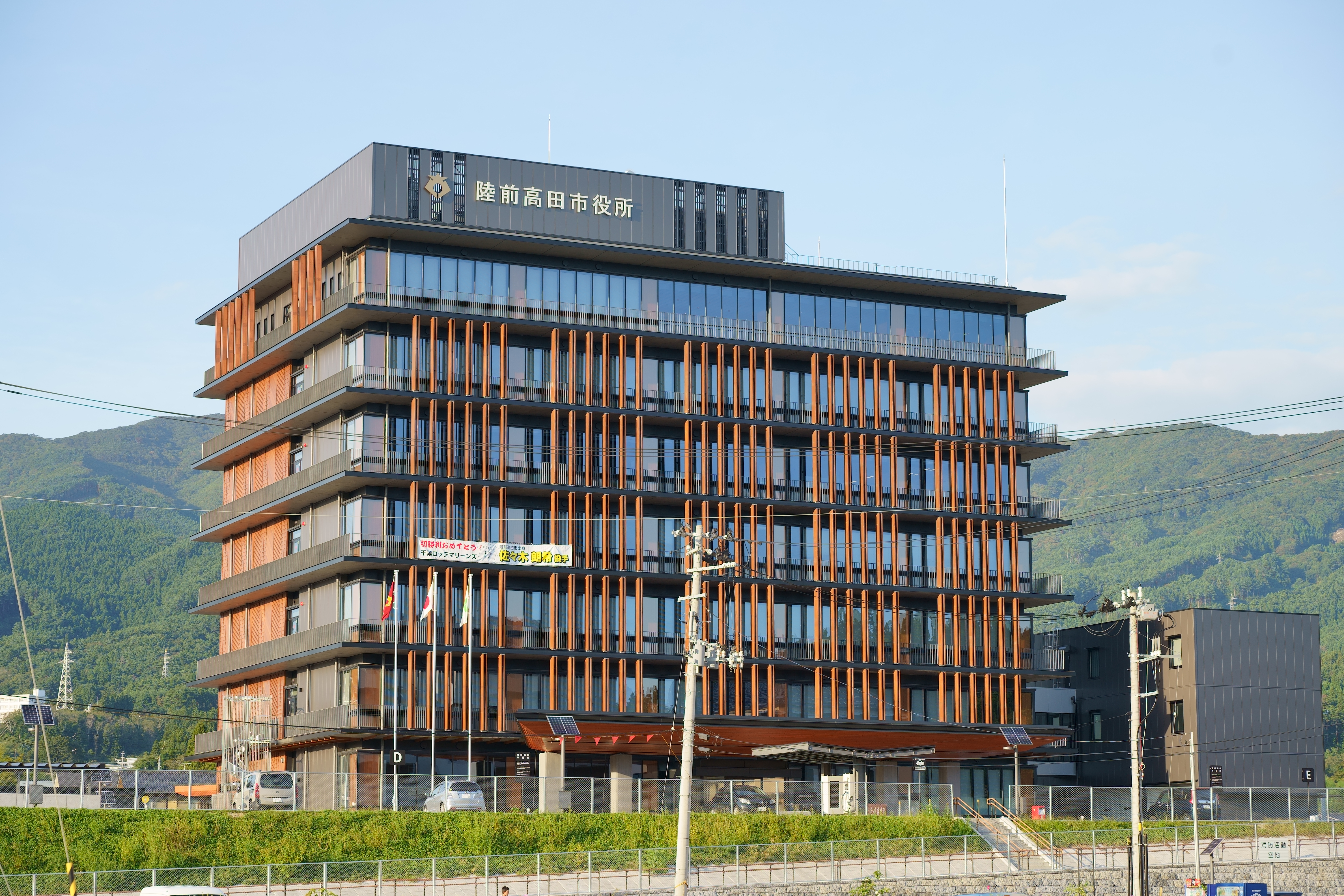
陸前高田市役所

2011年3月11日，陸前高田市受到日本東北地方太平洋近海地震引發的海嘯衝擊，並對市政府在內的市中心地區造成毀滅性的破壞。根據統計，陸前高田市為岩手縣中傷亡人數最嚴重的行政區。當地在災後致力於重建和復興，並在近年設立許多與東日本大震災相關的紀念設施。而陸前高田市也於2021年5月正式啟用新的市政廳。

## 地理

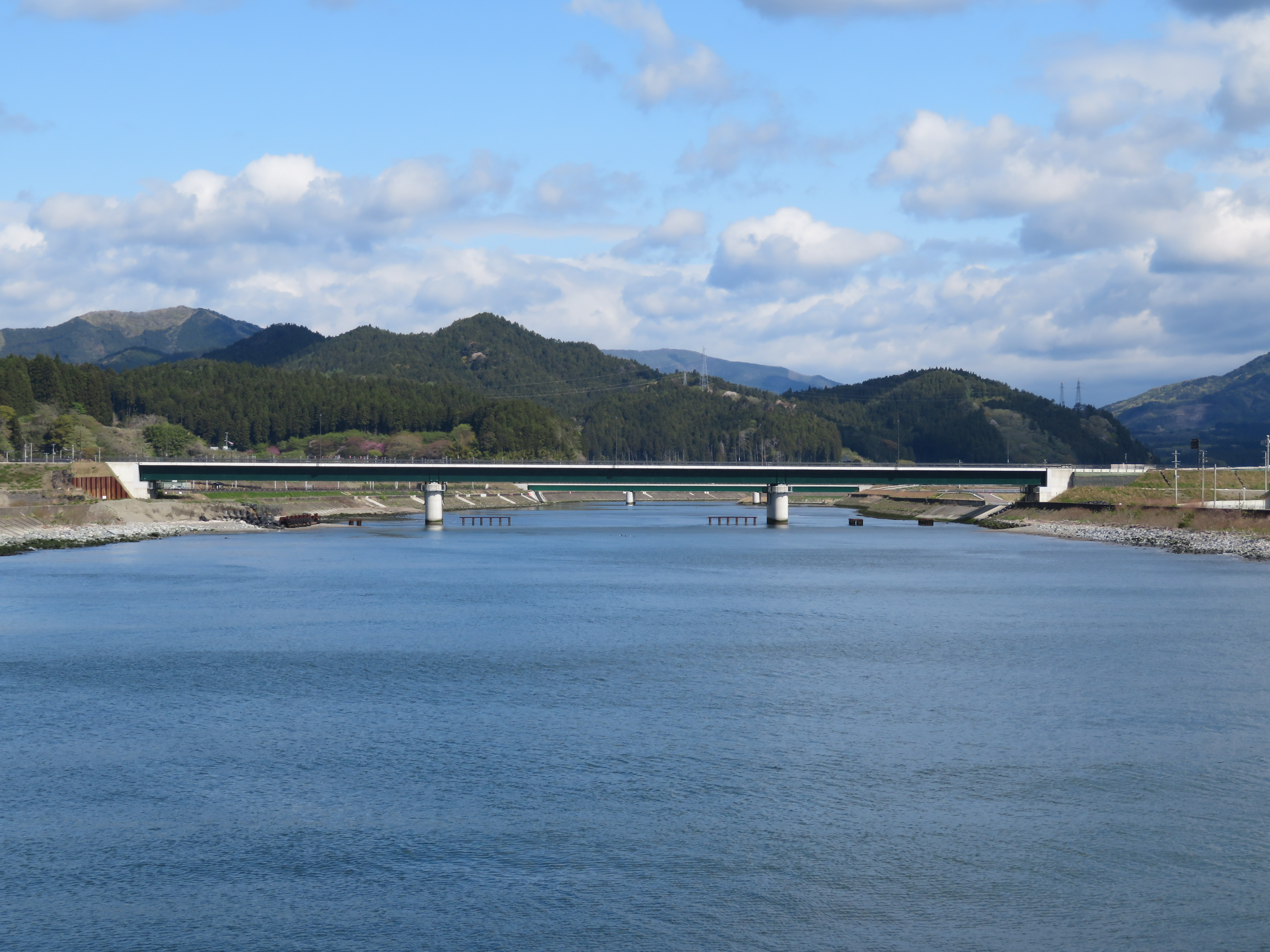
氣仙川

陸前高田市境內約76.3%的面積被山林覆蓋，7.7%的土地為農業用地。轄區地處北上山地南端。北邊為生出山，東部坐落著冰上山和箱根山，南部則坐落著八森平山與笹長根山。廣田灣在內的沿海地區皆為谷灣海岸，並且位於三陸復興國立公園的範圍內。鄰近廣田灣的高田松原被指定為日本名勝，廣田半島南端的椿島則被指定為天然紀念物。氣仙川流經市中心旁並往南注入廣田灣。矢作川、中平川、川原川等河也流經市內。

### 氣候
由於陸前高田市地處太平洋沿岸，受到洋流影響，因此氣候較為溫暖。根據統計，1991年至2020年陸前高田市的年均溫為11.7℃，年均降雨量則為1546.7毫米。冬季多為晴天且降雪量少，梅雨季節則受到從太平洋吹來的霧和潮濕的東北風影響，使當地氣候涼爽且氣溫較低。

## 歷史
陸前高田市自古時便有人類居住，市內曾發掘出許多繩紋時代的遺跡，其中具代表性的中澤濱貝塚於近代被指定為日本的史跡。當地約在平安時代初期發展成一座城鎮，其中黃金、鹽和海產成為當地經濟發展的命脈。而當地生產的黃金則對奧州藤原氏在平泉地區孕育的平泉黃金文化發揮重要的作用。
鎌倉時代至室町時代末期，陸前高田地區由葛西氏統治。江戶時代當地成為仙台藩的直轄領地，並在氣仙郡的今泉村設置代官所，使陸前高田地區成為氣仙郡的政治和經濟中心。明治22年（1889年），日本實施町村制，並在當地設置1個町和8個村。昭和30年（1955年），高田町和氣仙町、廣田町、小友村、米崎村、矢作村、竹駒村與橫田村合併成現今的陸前高田市。

### 東日本大震災
2011年3月11日發生的日本東北地方太平洋近海地震在陸前高田市引發震度6弱的地震。隨後當地遭到高8.5公尺以上的海嘯襲擊，包括市政府在內的市中心地區受到毀滅性的破壞，JR東日本大船渡線設置於市內的4座車站及鐵路軌道也遭到破壞。根據統計，此次震災在當地共造成1559人死亡、202人失蹤、3805棟住宅全毀和236棟住宅嚴重毀損或是半毀，為岩手縣中傷亡和住宅毀損最為嚴重的行政區。當地的公共設施受損總額約為10億3243萬日圓，道路設施的總受損額為197億2千萬日圓，其餘各方面的受損額也高達數十億日圓。
市内的高田松原上的7萬多棵松樹在東日本大震災中幾乎都被海水沖走，僅一棵松樹奇跡似地殘存，該棵松樹也被稱為「奇蹟一本松」。該樹本體已於震災隔年的5月確認枯死，之後當地將奇蹟一本松的樹幹分割成9塊，並透過防腐處理將樹幹保存下來作為紀念。而2021年陸前高田市已在高田松原上種植超過4萬棵的松樹。

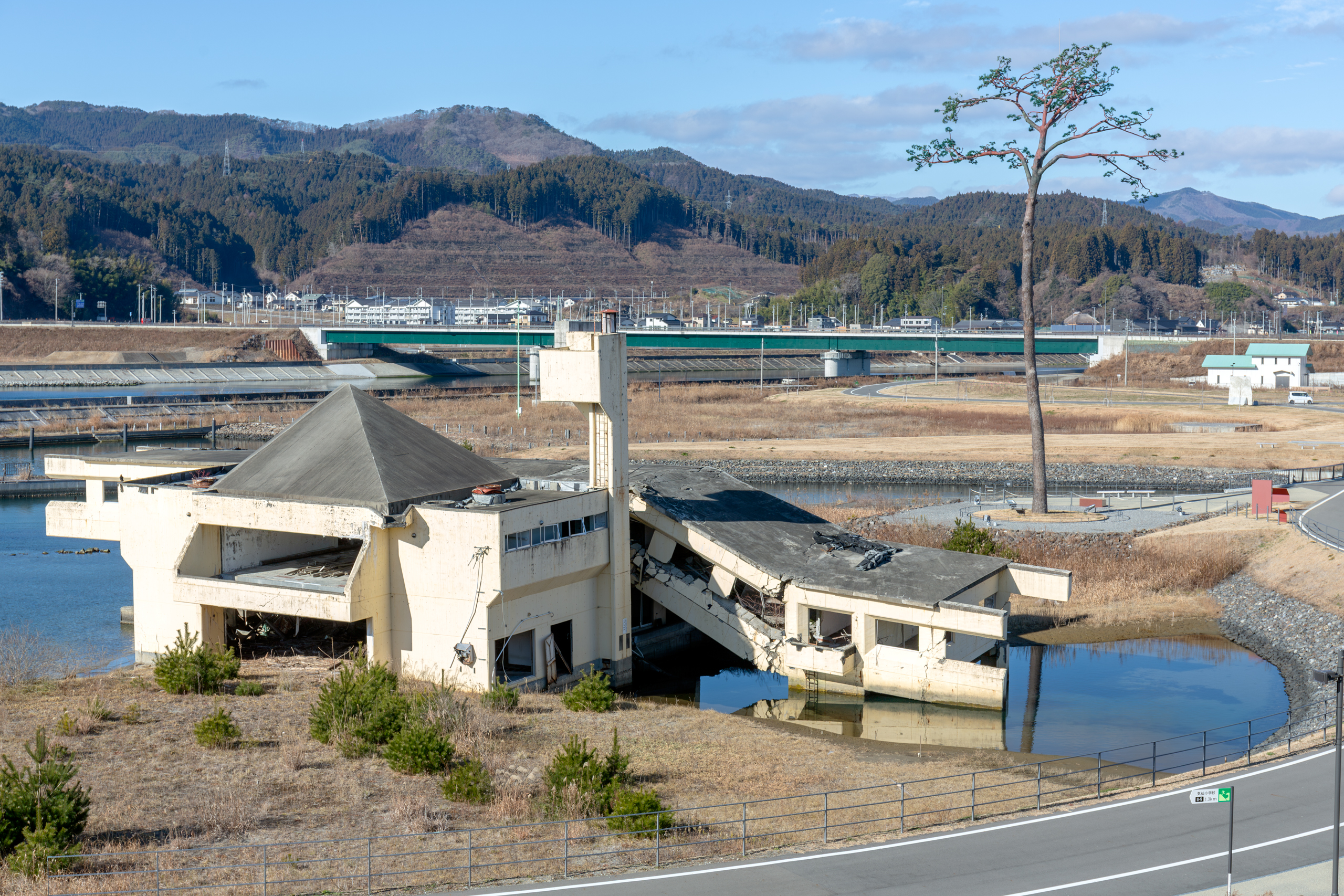
陸前高田青年旅舍和奇蹟一本松
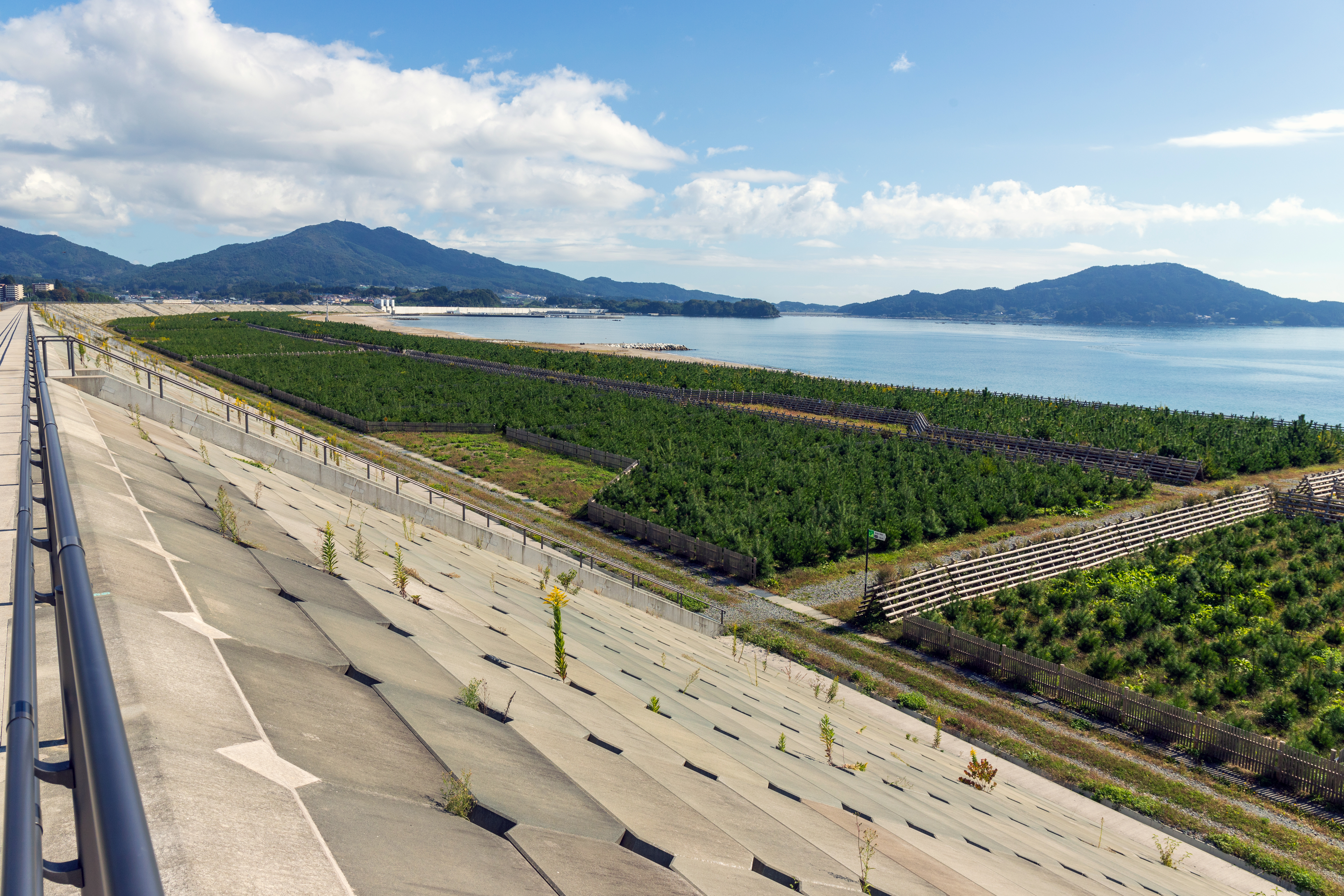
重新種植松樹的高田松原
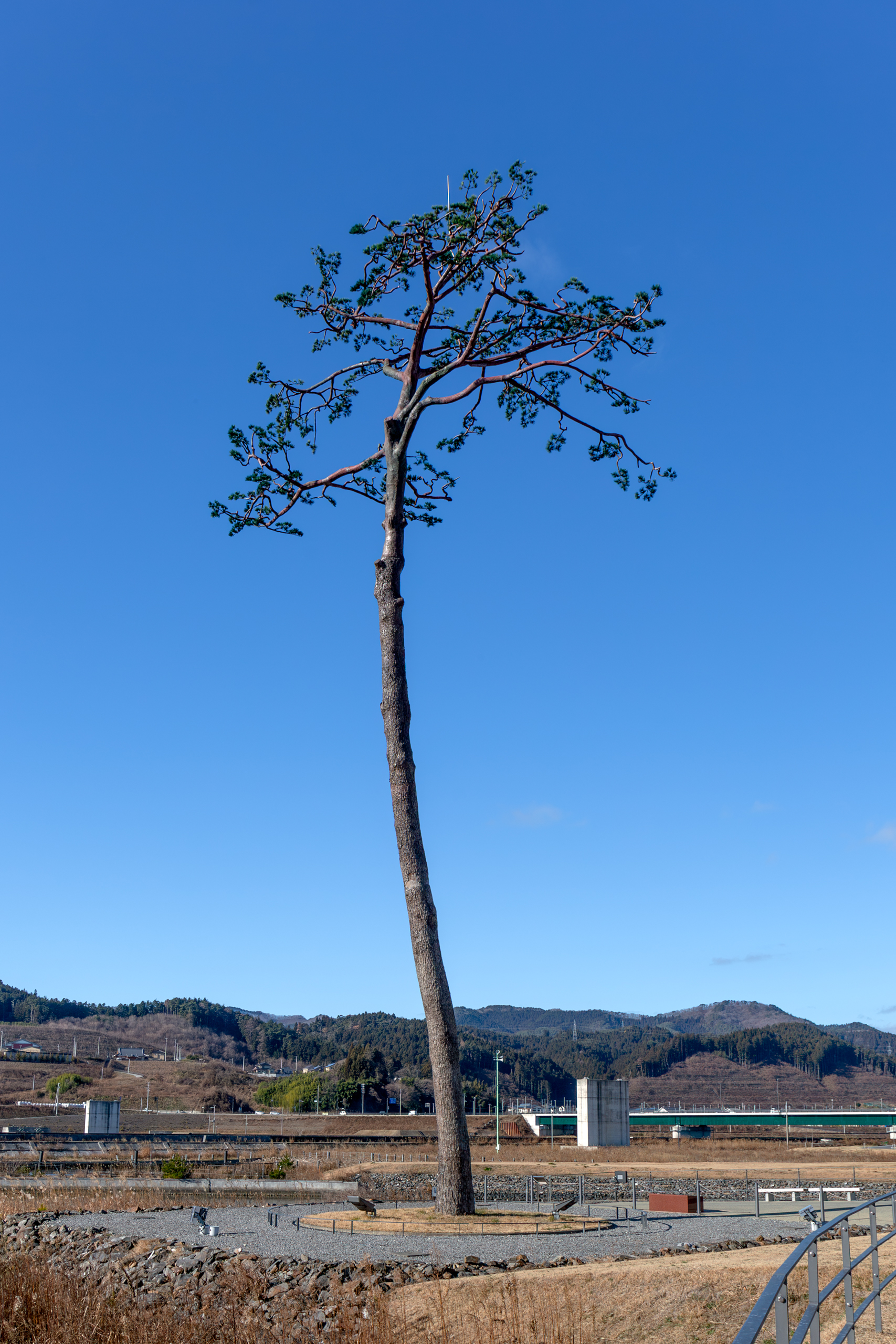
高田松原上的奇蹟一本松
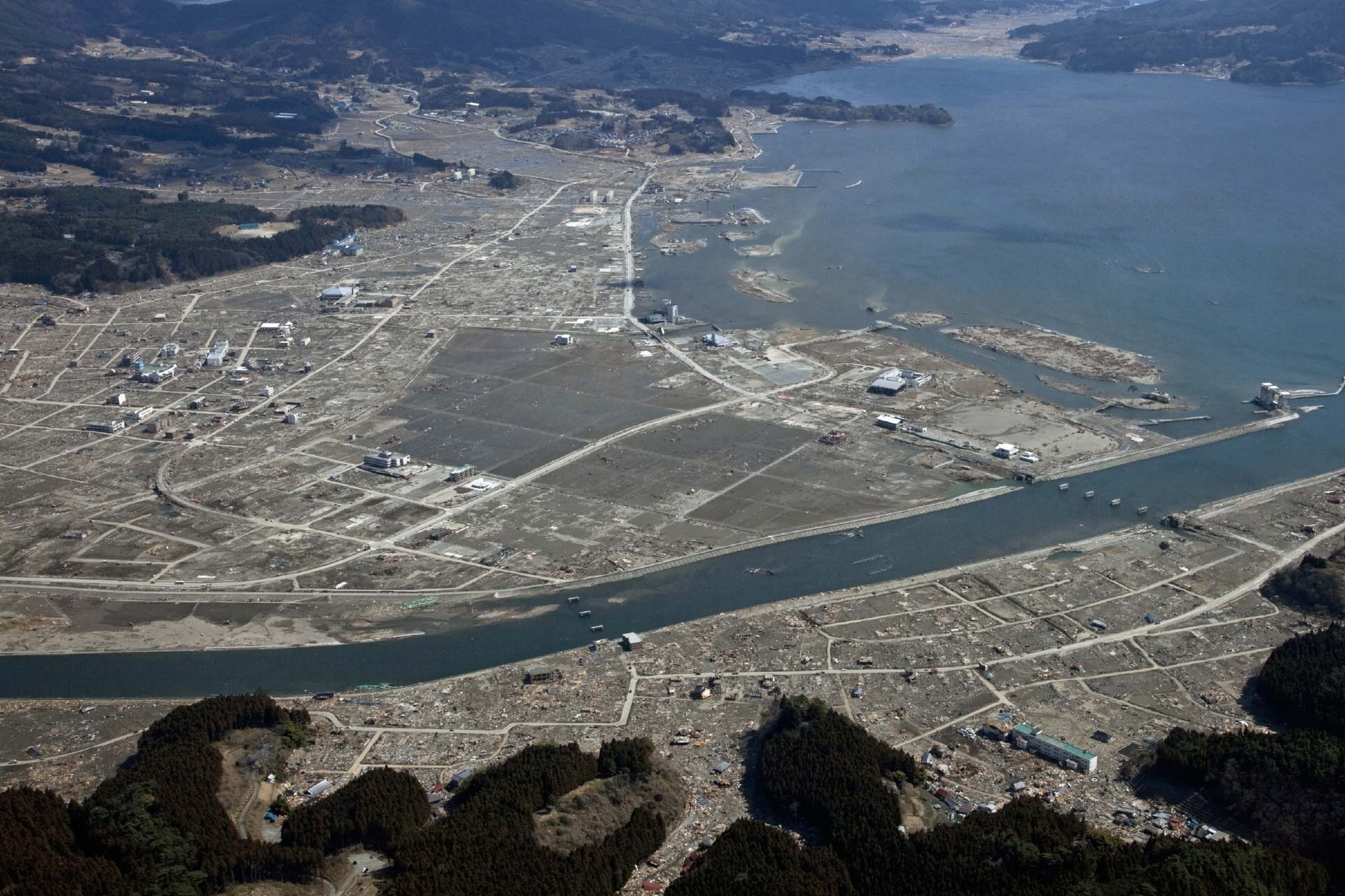
遭海嘯侵襲後的陸前高田市
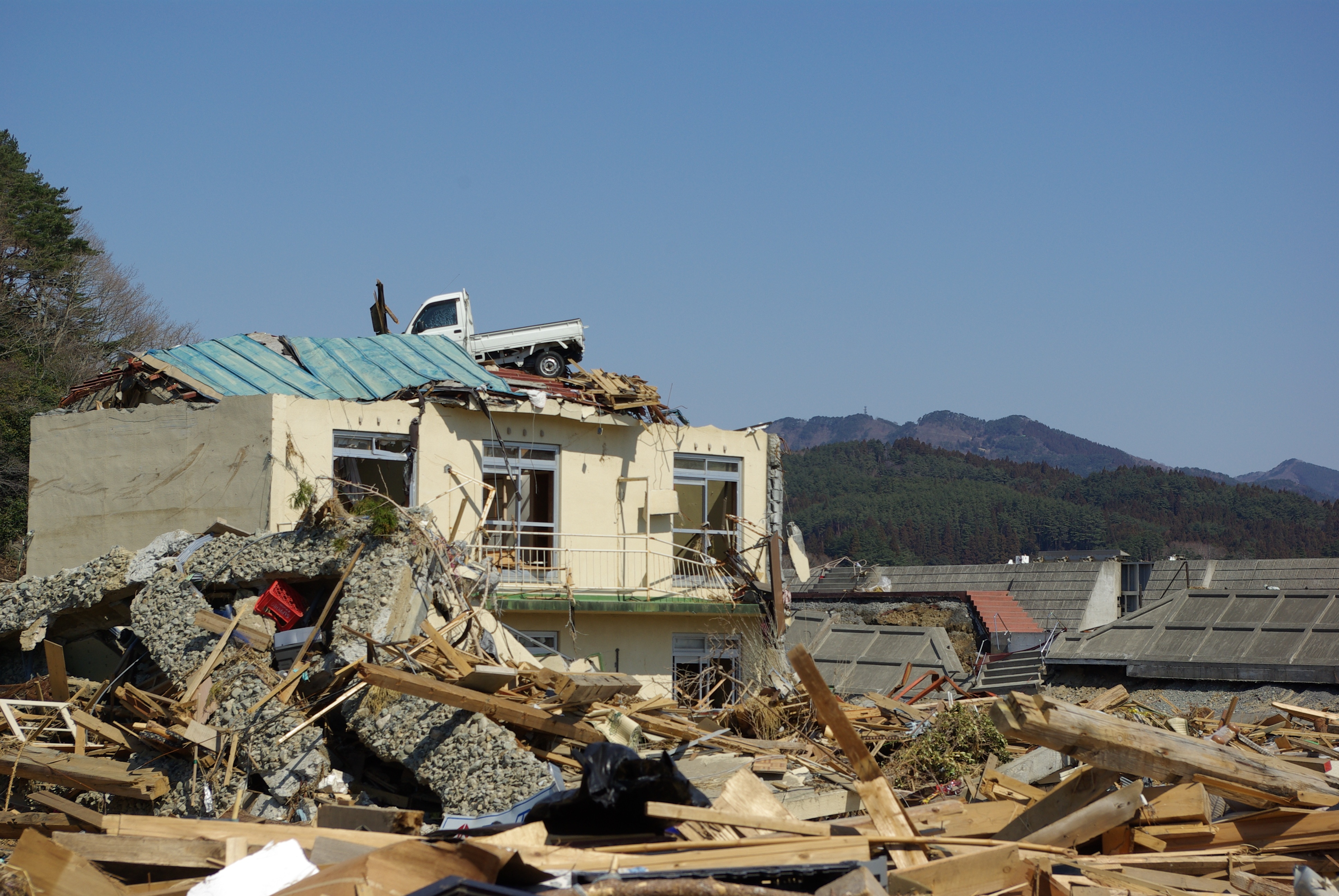
被沖到建築物上的貨車
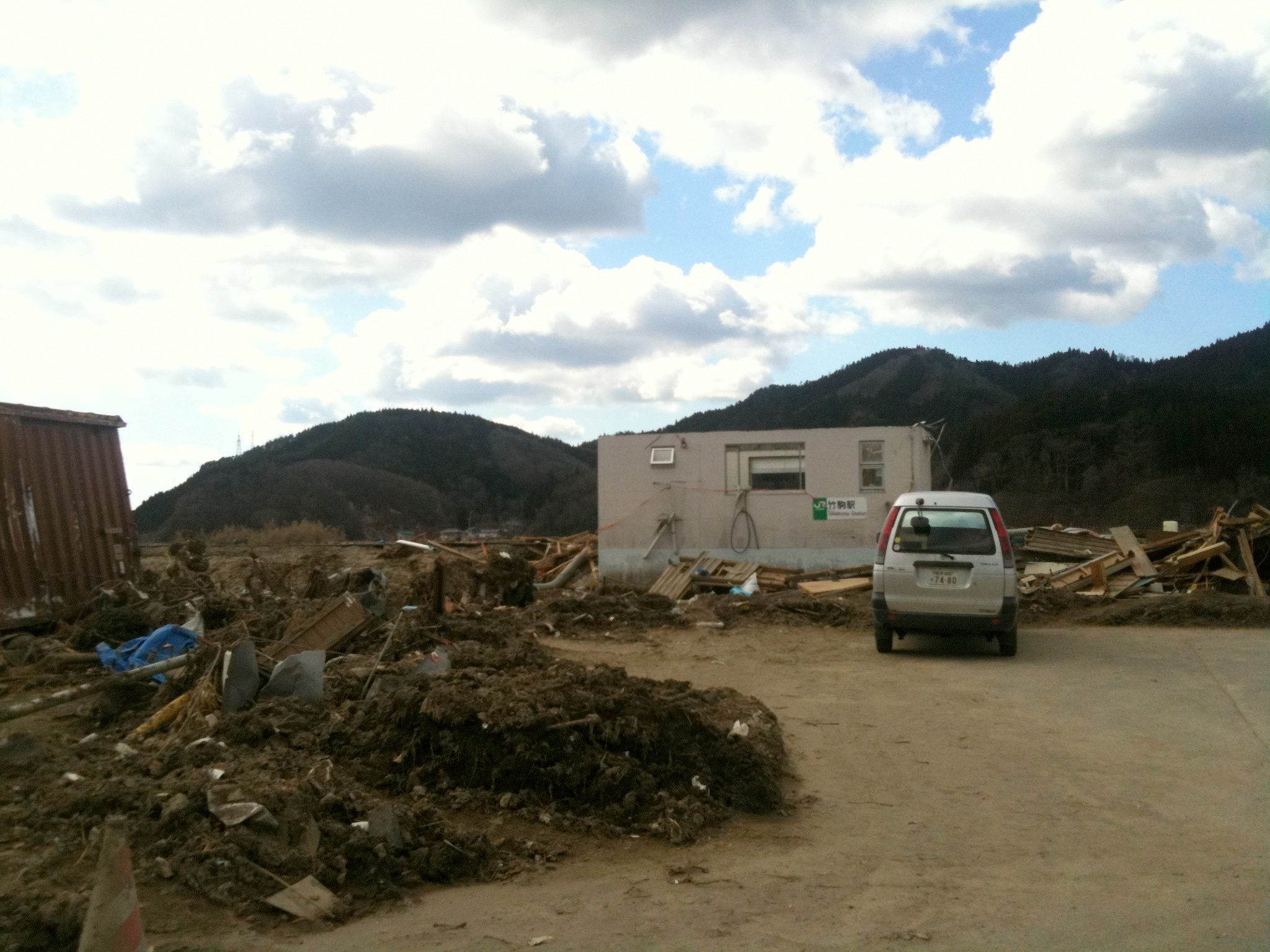
被破壞的竹駒站（2011年）

## 行政
現任市長佐佐木拓於2023年2月在選舉中當選，其任期將持續至2027年2月。

## 經濟
根據日本2015年的國勢調查統計，陸前高田市的就業人口中有11.2%從事第一級產業，29.6%的就業人口從事第二級產業，其餘的59.2%則從事第三級產業。當地的農地和農業用設備在東日本大震災受到嚴重破壞，為了振興農業，當地的農民開始種植被稱為「高田之夢」的品牌米。近年來從事務農的農民致力於種植番茄、草莓、蘋果、葡萄、甜椒等蔬果。而陸前高田市從事漁業的就業人口數在震災後逐漸減少，當地的鮭魚捕獲量也大幅下降。

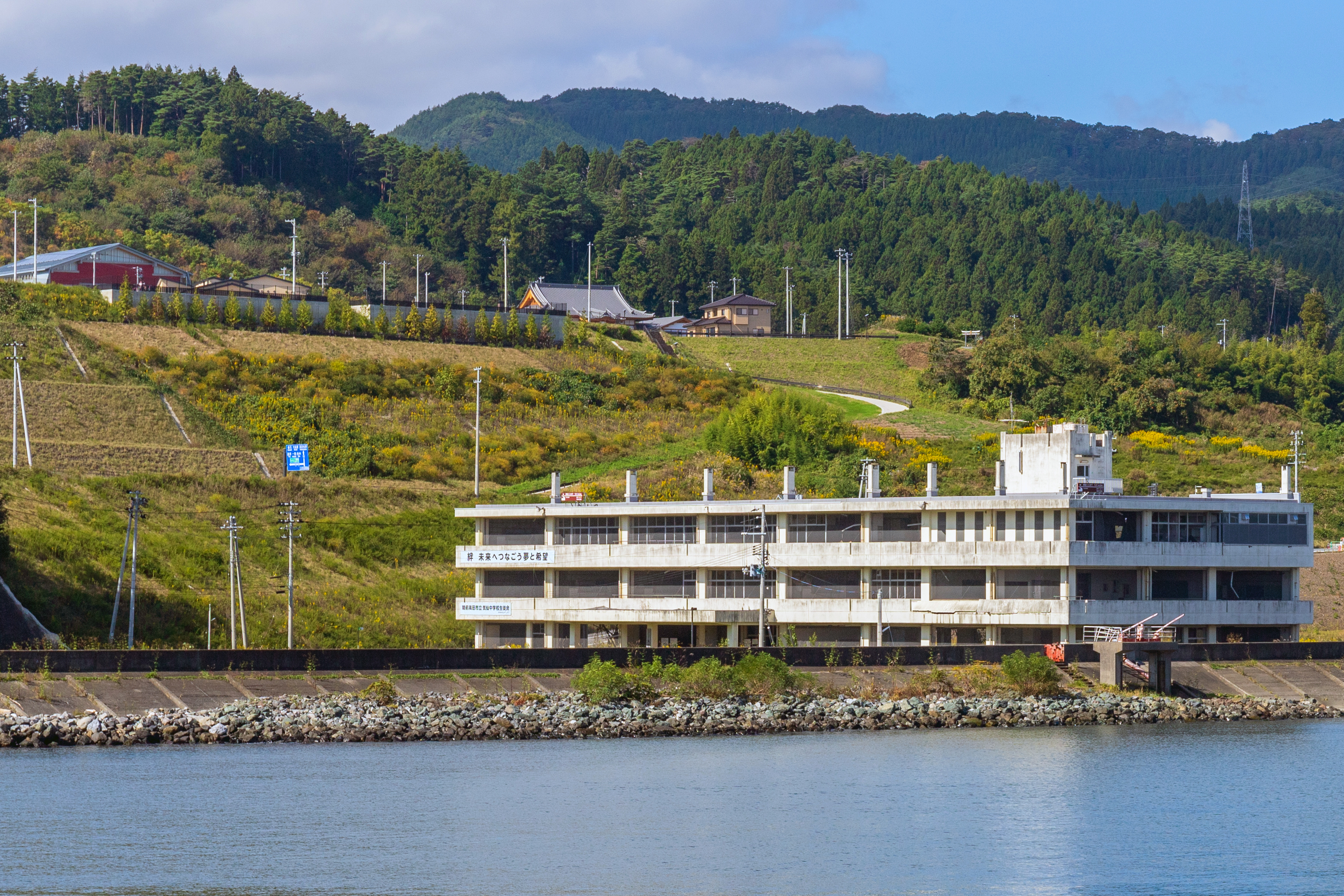
舊陸前高田市立氣仙中學校的遺構

由於陸前高田市的沿海地區位於三陸復興國立公園的範圍內，加上近年來市內設立許多與東日本大震災相關的紀念設施，因此吸引許多遊客到訪。2000年至2010年，陸前高田市每年約有94萬至174萬的遊客到訪。2011年震災發生後急速下滑至2萬4千人次，至2019年恢復至103萬9千人次。但2020年受到嚴重特殊傳染性肺炎疫情的影響下滑至81萬9千人次。

## 教育
陸前高田市內共有8所小學校、2所中學校和1所高等學校（岩手縣立高田高等學校）。根據統計，市內的小學校共有627名學生，中學校共有374名學生，高等學校則共有358名學生。

## 交通

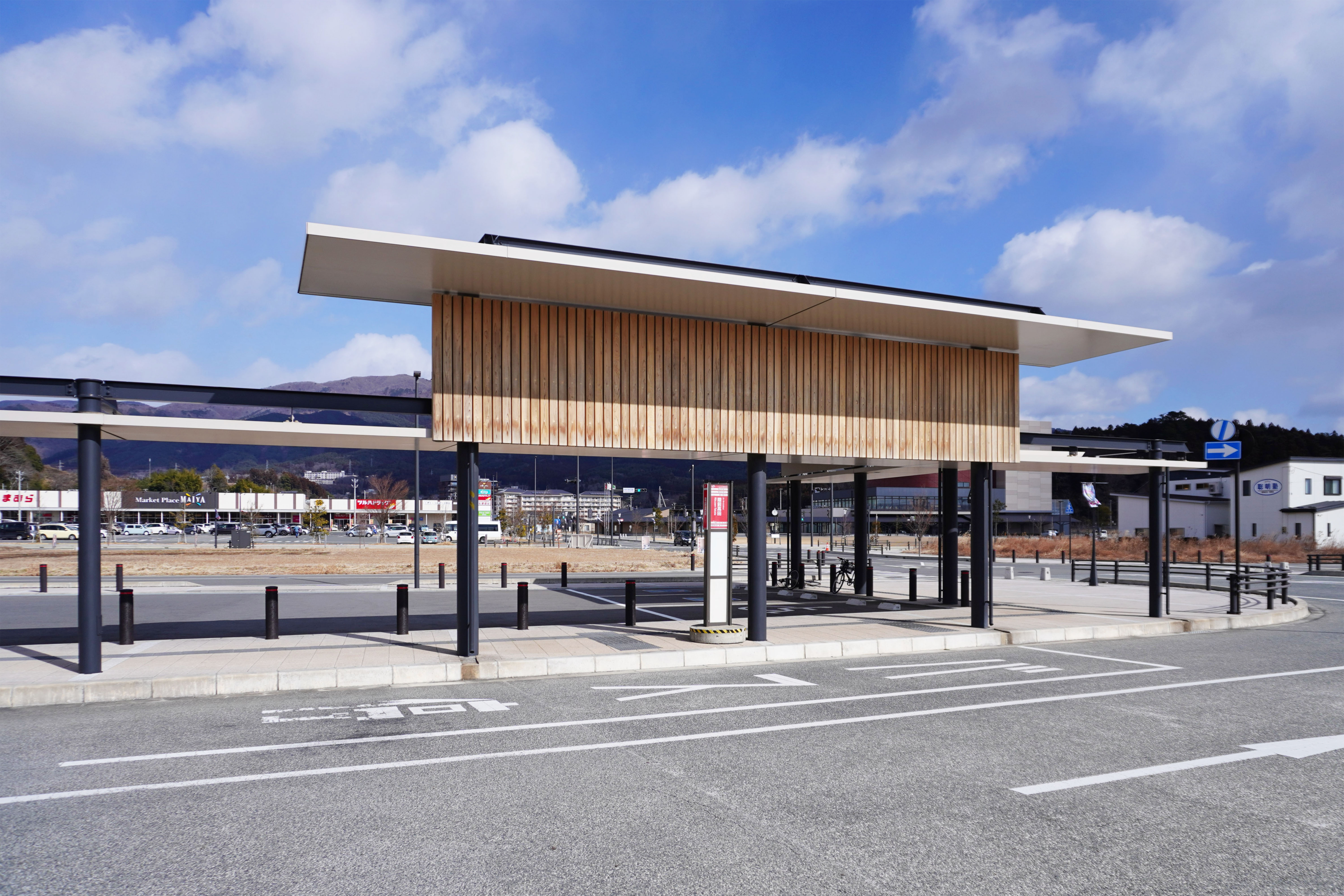
陸前高田站的BRT月台

國道45號與三陸沿岸道路穿越大船渡市的沿海地區，國道340號和國道343號則分別往北和往西延伸。其中三陸沿岸道路在市內設置通岡交流道、陸前高田交流道與陸前高田長部交流道。鐵路方面，由於東日本旅客鐵道的大船渡線在東日本大震災中嚴重受損，因此於2020年4月廢除氣仙沼車站至盛車站的路段，並改以BRT代為行駛。位於市內的路線除原有的陸前高田站、陸前矢座站等車站之外，還另設西下站、高田醫院站、高田高校前站、奇蹟之一本松站、陸前今泉站和長部站共6座公車站。

## 姐妹城市
陸前高田市與以下日本行政區為友好姐妹城市:
| 市町村   | 都道府縣 | 締結日期       |
| -------- | -------- | -------------- |
| 名古屋市 | 愛知縣   | 2014年10月28日 |

陸前高田市與以下外國行政區為友好姐妹城市:
| 國家 | 城市                           | 締結日期      |
| ---- | ------------------------------ | ------------- |
| 美国 | 克雷森特城與德爾諾特郡（加州） | 2018年4月16日 |

## 外部連結
- 官方网站
- 陸前高田市的Facebook專頁
- 陸前高田市的X（前Twitter）